# Genzkow
Genzkow – dzielnica miasta Friedland w Niemczech, w kraju związkowym Meklemburgia-Pomorze Przednie, w powiecie Mecklenburgische Seenplatte, w Związku Gmin Friedland. Do 25 maja 2019 samodzielna gmina. 